# 學院
學院，又可譯為書院，是學校的意思。它的定義廣泛，可以指一所大學、社區學院或職業院校等，視乎不同地區而定。

## 臺灣
在臺灣，獨立學院提供單科大學教育，如「管理學院」、「工學院」、「醫學院」等。其學制與大學相同，畢業頒授學士學位。
升格為大學前的臺北醫學院、中國醫藥學院與高雄醫學院即屬於獨立學院。需要注意的是，技術學院雖然也帶有「學院」名稱，但屬於技職教育體系，學制與獨立學院並不相同。

## 中国大陆
在中国大陆，学院的全日制在校生规模应在5000人以上。学院应拥有1个以上学科门类作为主要学科。其主要学科门类中应能覆盖该学科门类3个以上的专业。
称为学院的在建校初期专任教师总数不少于280人。专任教师中具有研究生学历的教师数占专任教师总数的比例应不低于30%，具有副高级专业技术职务以上的专任教师人数一般应不低于专任教师总数的30%，其中具有正教授职务的专任教师应不少于10人。各门公共必修课程和专业基础必修课程 ，至少应当分别配备具有副高级专业技术职务以上的专任教师2人;各门专业必修课程，至少应当分别配备具有副高级专业技术职务以上的专任教师1人;每个专业至少配备具有正高级专业技术职务的专任教师1人。
通常中国大陆的一所高等教育学校中会下设多个学院（相当于英文的school）。比如河北大学外国语学院、北京大学生命科学学院。规格不及大学标准的高等教育院校也可能会以学院命名（相当于英文的college）。比如德州学院、绍兴文理学院。另外专门领域的院校通常以学院命名，如北京电影学院。这些学院中可能又会下设“二级学院”，如德州学院外国语学院。
另有规模较大的大学设立的独立办学机构，挂名母体大学的前缀，但独立运作，称为独立学院。因为曾在第三批次招生，经常被俗称三本学院。近年，大部分独立学院转设为与母体无关的公办或民办高校。

## 香港
在香港專上教育的領域，「學院」一般指提供專上教育課程而未有大學資格的高等院校，所辦的多為高級文憑及副學士課程，部份學院亦提供學士或以上程度之學位課程。香港對機構名稱使用「大學」，及對應英文“University”設有限制，除了取得立法及行政機關同意，或海外大學在香港設立的課程外，任何公司機構及學校均不能在名稱包含「大學」及英文“University”的字詞。由於「學院」稱呼在香港社會有被認為較「大學」次一等的觀感，因此除了香港科技大學，這所成立時已為大學的院校外，香港其他大專院校都一直爭取獲准正名為大學，香港教育學院爭取升格為大學期間，校長張仁良承認香港教育學院學生因為「學院」名稱產生自卑感，因此期望升格為「香港教育大學」可解決此問題。
香港中文大學是採用書院制，學院（書院）可以指其成員書院，如崇基學院、新亞書院等，主要為本科生提供住宿服務及通識教育課程。對於香港大學而言，學院可以指住宿書院，如香港大學聖約翰學院。此外，「學院」也常與「書院」及「學校」二詞通用。

## 马来西亚
在马来西亚，多作为提供专科课程（Diploma）教育机构名称的一部份，当中大多为私立的教育机构。

## 日本
在日本，多作為高中學校及大學名稱的一部份，當中大多為私立的教育機構。

## 美国
在美国，学院除了與大学（University）一词通用外，也泛指提供高等教育課程的院校，如文理学院、社區學院。「學院」一詞也見於美國的專業團體。

## 加拿大
在加拿大，学院一般指的是社區學院，或提供職業性、專業性課程的院校，與大学不同。它也可指中學、書院聯邦制大學的成員、專業團體等。有些可授予學士或以上程度學位的高等院校（如藝術、軍事類院校），因為各種因素，沒有在名稱中使用「大學」一詞，如加拿大皇家軍事學院。在魁北克，學院指的是「普通及職業教育學院」（法語：Collège d'enseignement général et professionnel，CÉGEP），該等公立院校（或具有同等性質、但非CÉGEP的私立院校）大多提供大學預備課程及技術課程，其招生對象為魁北克學制下的中學畢業生（中學的第五級），CÉGEP一共有三個年級。

## 澳大利亚
在澳大利亚，「學院」（college）無明確定義，可指高等教育院校（規模較大學小，有時為大學的一部份）、TAFE院校、大學的成員機構（如住宿書院及大學學院）、專業團體、中學（視地區而定，詳見下文）等。
- 在塔斯馬尼亞州及澳大利亞首都特區，「學院」指是第11班及12班的課程，或是專門提供這類課程的大學預校（Matriculation College）。
- 在維多利亞州，大部份提供中學課程的公立學校都稱為高校（High School），但某些則稱為中等學校（Secondary College）。
- 在西澳大利亞州、南澳大利亞州和北領地，所有自1990年代後期建立的州高校（State High School），或是一些更早建立的州高校，都會使用或改用「學院」一詞。但高校（High School）一詞仍用來指州高校，或當地官方所指，「有中學生的學校」（schools with secondary students）。不少私立、獨立學校，包括許多提供幼稚園到第7班（西澳大利亞州、南澳大利亞州及昆士兰州的小學7年級，和澳洲其他地區的中學1年級）課程之學校，都會稱為「學院」。
- 在新南威爾士州，一些高校，特別是一些因合併而擁有多個校園的高校，被稱為中等學校。
- 在昆士兰州，「學院」一詞用於某些私立中學，州學校（State College）則用於一些較近期建立、並會提供小學及中學課程的學校。對於只提供中學課程的學校，則稱為州高校。